# Hồ Opitsvet

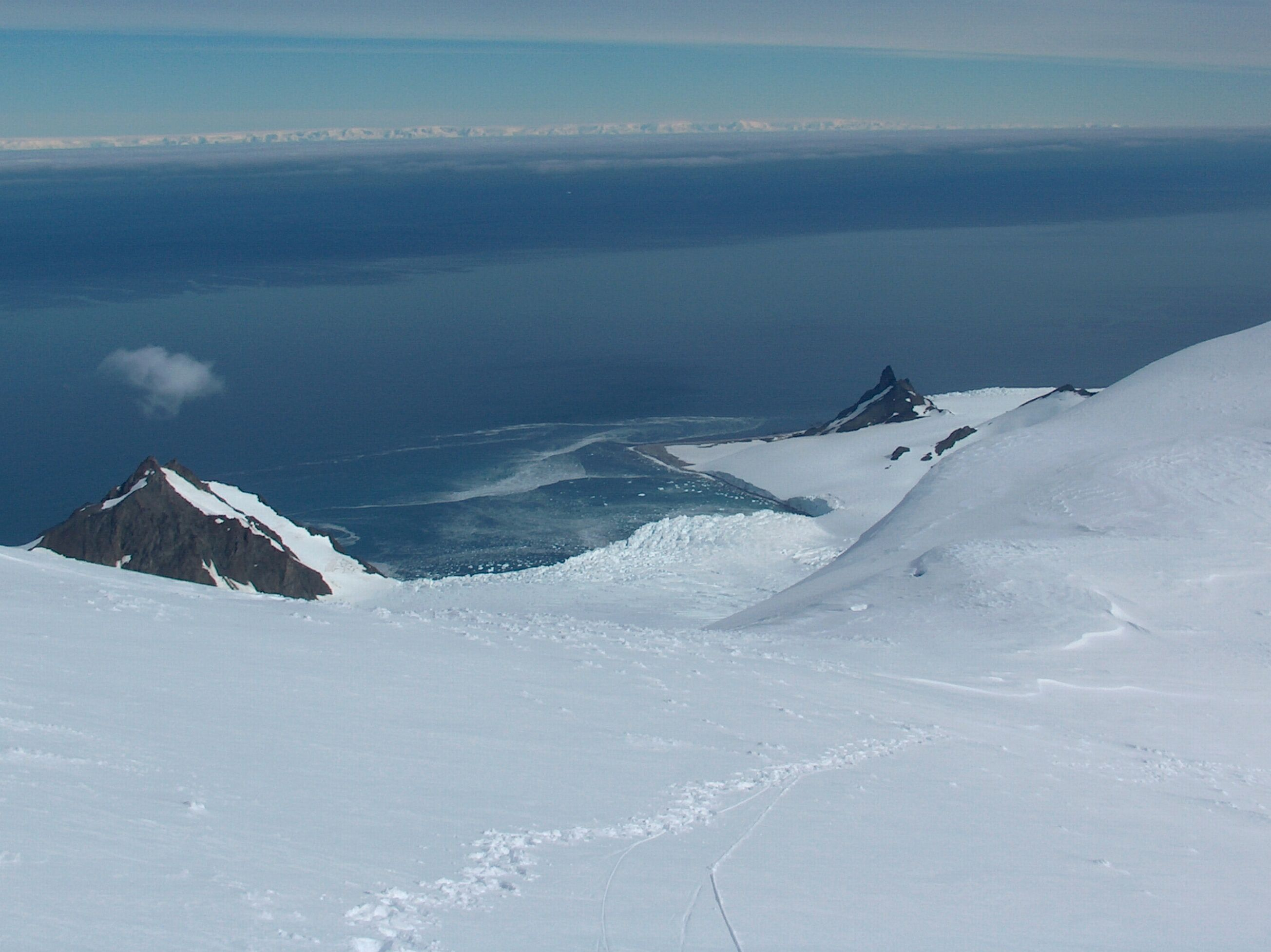
Vịnh Brunow nhìn từ dãy núi Tangra.

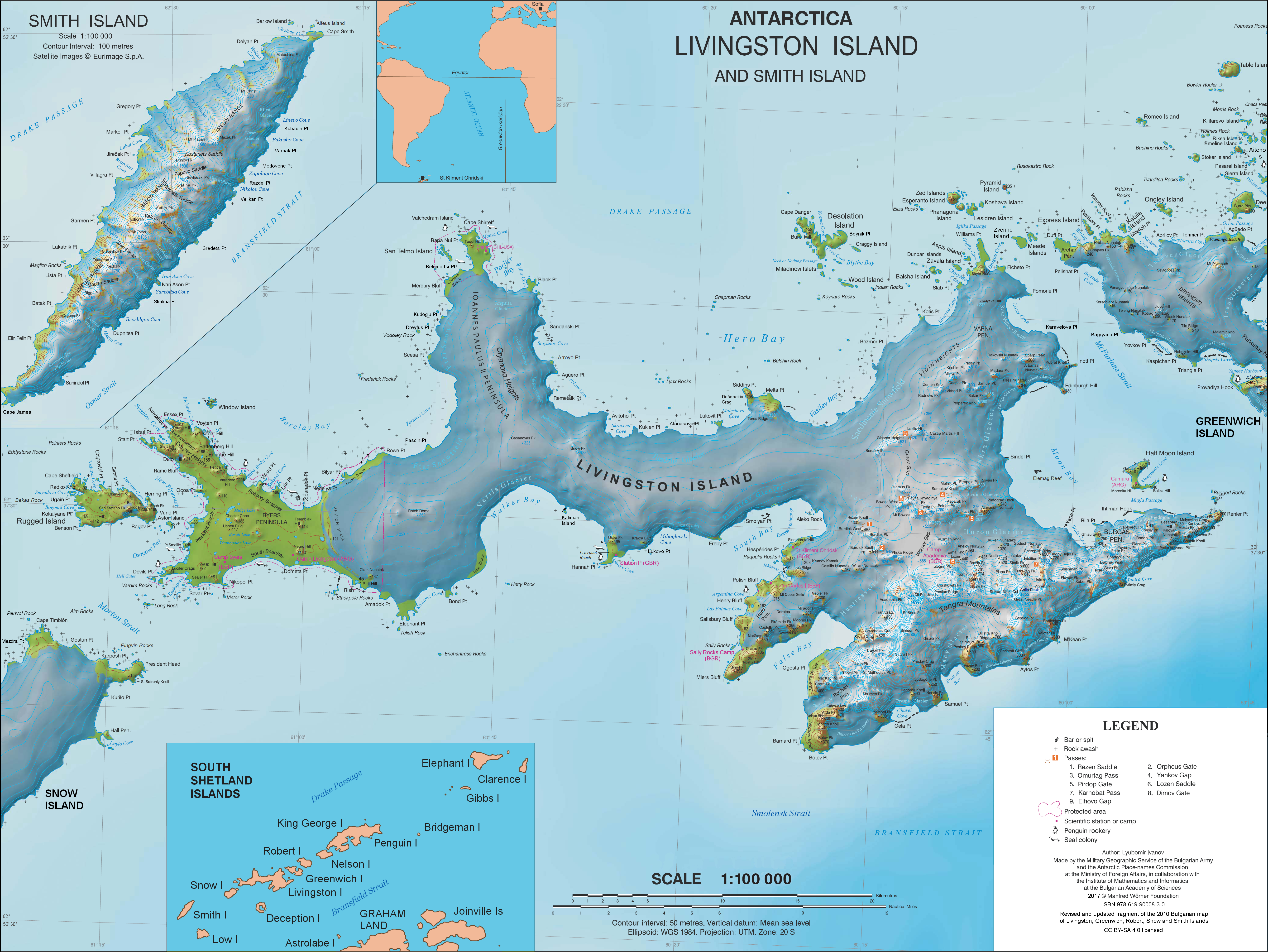
Bản đồ Đảo Livingston và Đảo Smith

Hồ Opitsvet (tiếng Bulgaria: езеро Опицвет, đã Latinh hoá: ezero Opitsvet, IPA: [ˈɛzɛro oˈpit͡svɛt]) là một hồ nước rộng 420 m theo hướng tây - đông và 410 m theo hướng bắc - nam trên bờ biển đông nam của Bán đảo Rozhen, Đảo Livingston thuộc Quần đảo Nam Shetland, Nam Cực. Diện tích bề mặt hồ là 11 ha. Một dải đất rộng 70-150m ngăn cách hồ Opitsvet với Vịnh Brunow ở phía đông và eo biển Bransfield ở phía nam.

## Vị trí
Hồ Opitsvet nằm gần tọa độ 62°43′37″N 60°09′12″T / 62,72694°N 60,15333°T, cách Đỉnh Needle 600 m về phía đông và cách Vazov Point 2,78 km về phía tây nam.

## Bản đồ
- L. Ivanov. Nam Cực: Đảo Livingston và Đảo Greenwich, Robert, Snow và Smith. Bản đồ địa hình tỷ lệ 1: 120000. Troyan: Quỹ Manfred Wörner, 2009.ISBN 978-954-ngày 94 tháng 6 năm 2032 calling template requires template_name parameter
- L. Ivanov. Nam Cực: Đảo Livingston và Đảo Smith. Bản đồ địa hình tỷ lệ 1: 100000. Quỹ Manfred Wörner, 2017.ISBN 978-619-90008-3-0ISBN 978-619-90008-3-0
- Cơ sở dữ liệu kỹ thuật số Nam Cực (ADD). Bản đồ địa hình Châu Nam Cực tỷ lệ 1: 250000. Ủy ban Khoa học về Nghiên cứu Nam Cực (SCAR). Từ năm 1993, thường xuyên được nâng cấp và cập nhật